# Hedinia
Hedinia is een geslacht van steenvliegen uit de familie Perlodidae. De wetenschappelijke naam van het geslacht is voor het eerst geldig gepubliceerd in 1936 door Navás.

## Soorten
Hedinia omvat de volgende soorten:
- Hedinia implexa Navás, 1936